# Mũ biretta

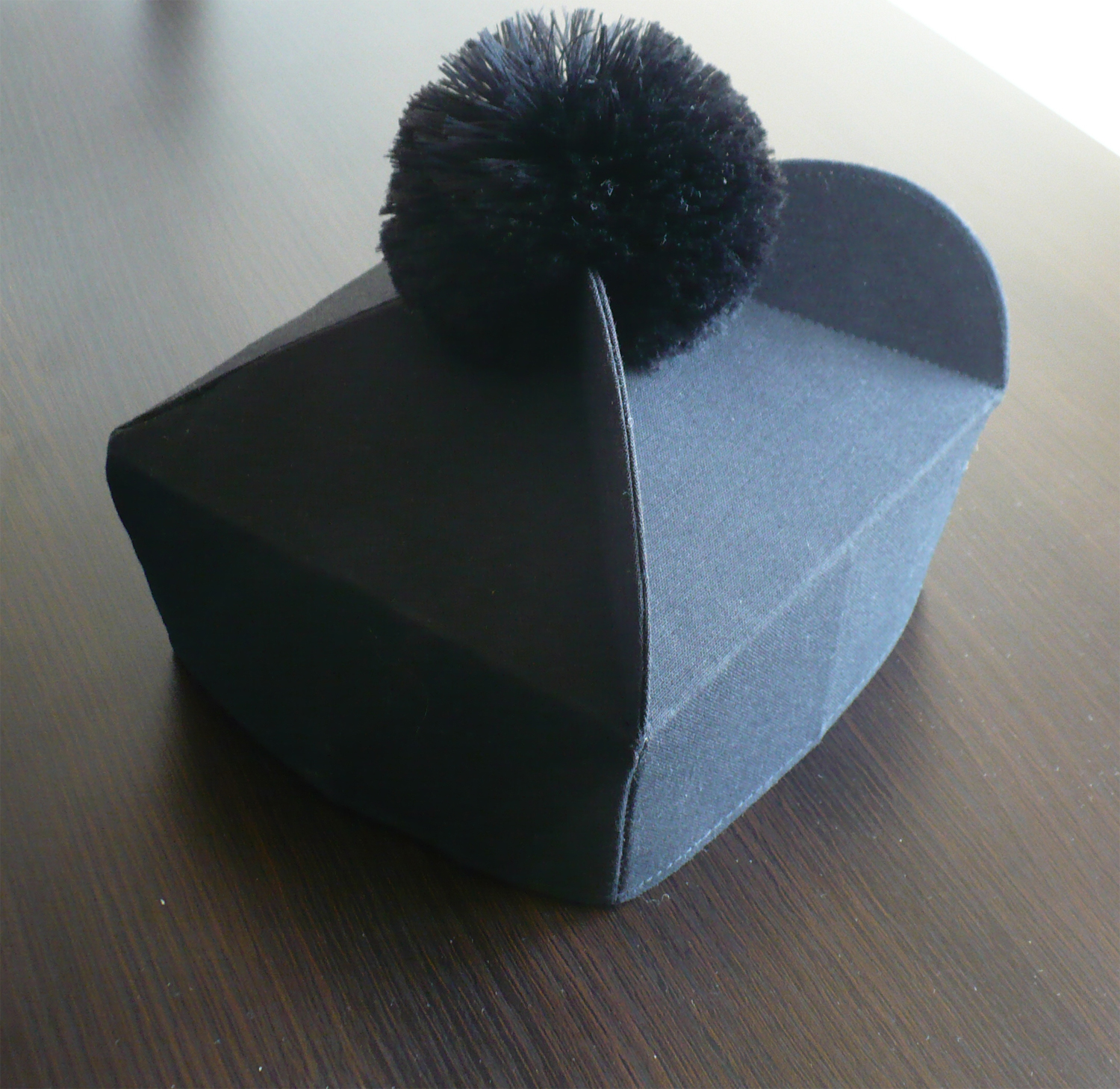
Một chiếc mũ biretta truyền thống màu đen

Mũ biretta (tiếng Latinh: biretum, birretum) là một loại mũ cứng có hình vuông, phía trên chia làm ba hoặc bốn múi, có khi trên đỉnh có chòm cầu mềm. Theo truyền thống, các giáo sĩ Kito giáo thường đội mũ biretta ba múi, đặc biệt là các giáo sĩ Công giáo cùng một số giáo sĩ Anh giáo hoặc Tin Lành Luther. Trong khi đó, mũ biretta bốn múi là một phần của bộ lễ phục dành riêng cho các cá nhân từng tốt nghiệp tiến sĩ tại một phân khoa Giáo hoàng ,một đại học Giáo hoàng hay là một phân khoa đại học bất kỳ. Một số trạng sư đôi khi cũng đội mũ biretta trong một phiên tòa, ví dụ như các trạng sư làm việc tại Quần đảo Eo Biển (thuộc Vương quốc Anh).

## Nguồn gốc

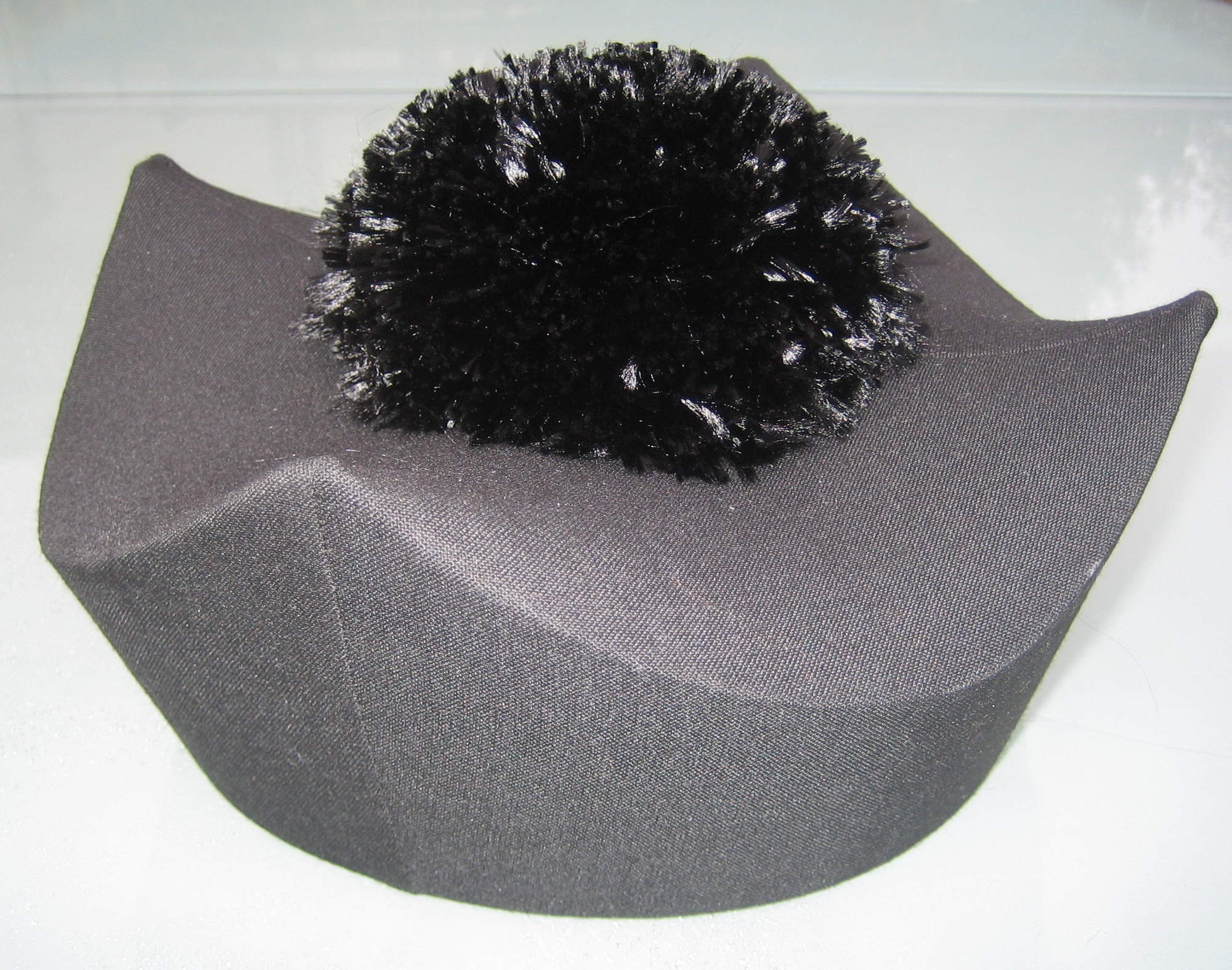
Mũ biretta "kiểu Tây Ban Nha" thuộc Bộ sưu tập Philippi

#### Đặc điểm

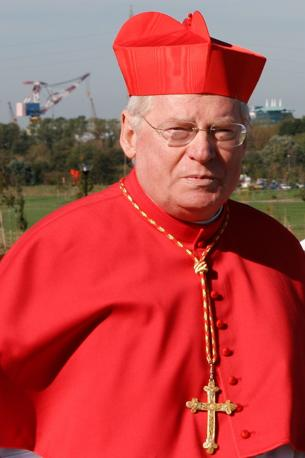
Hồng y Angelo Scola đội một chiếc mũ biretta làm từ lụa màu đỏ tươi
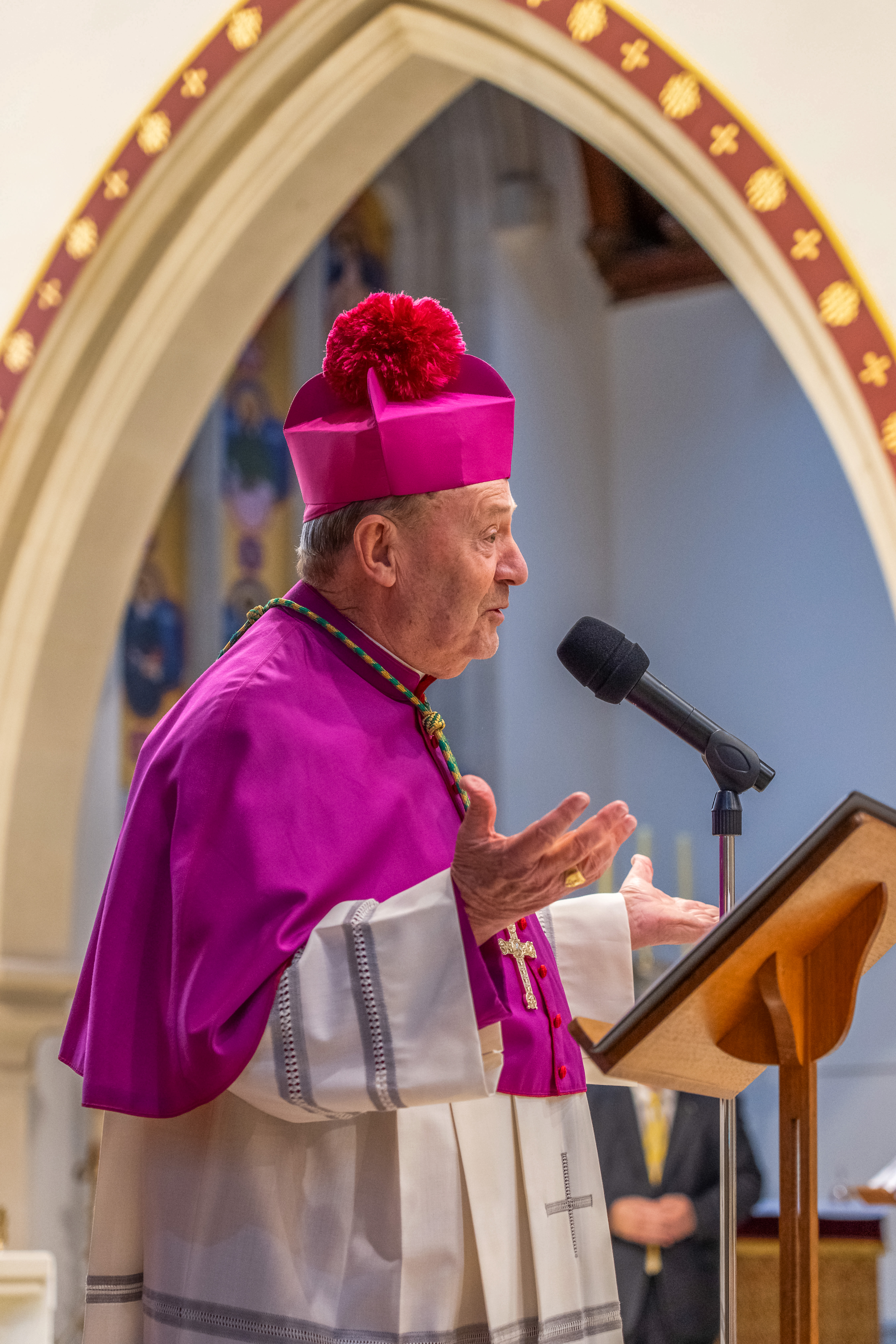
Tổng giám mục Julian Porteous của Tổng giáo phận Hobart đội mũ biretta màu đỏ dâu
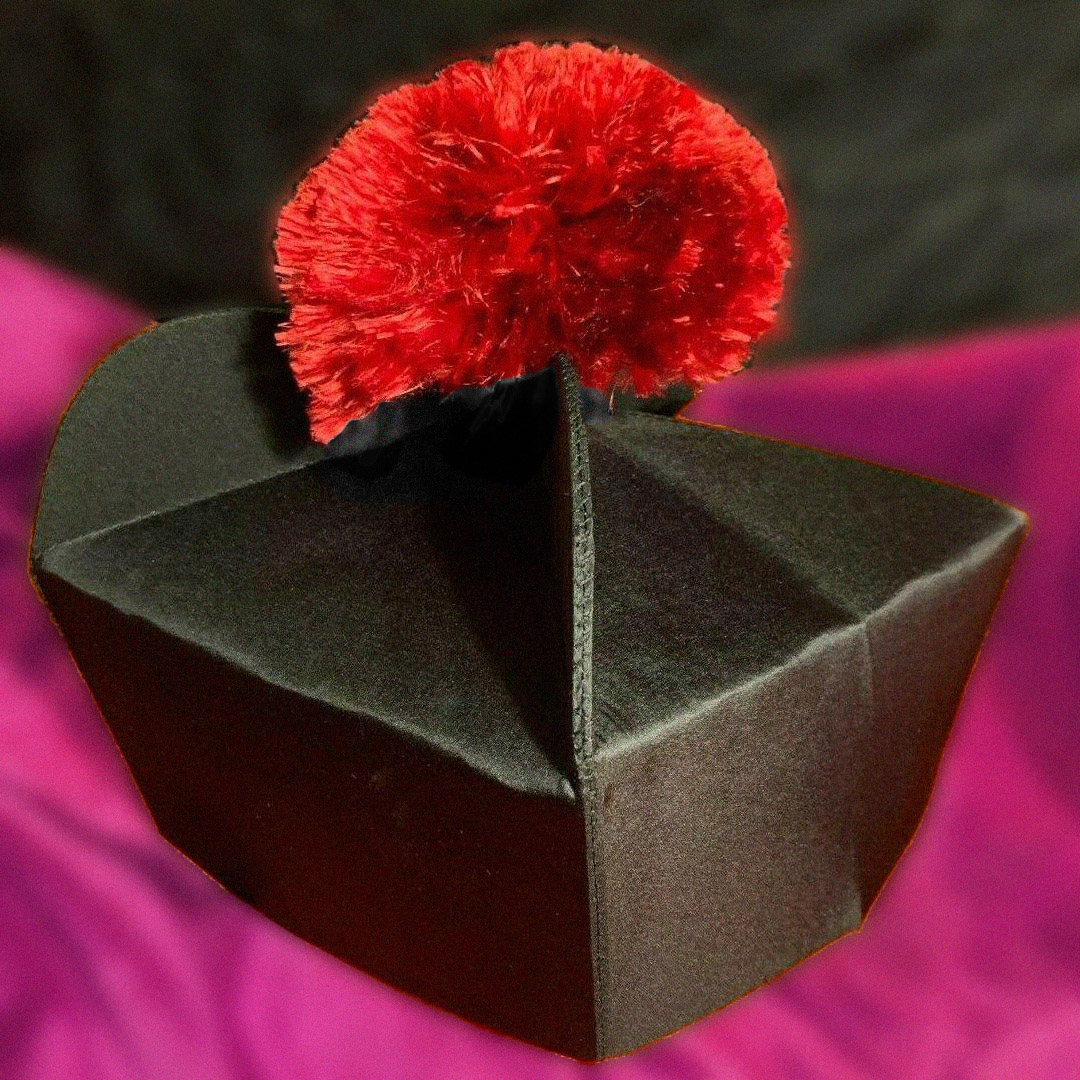
Mũ biretta của một Đức ông
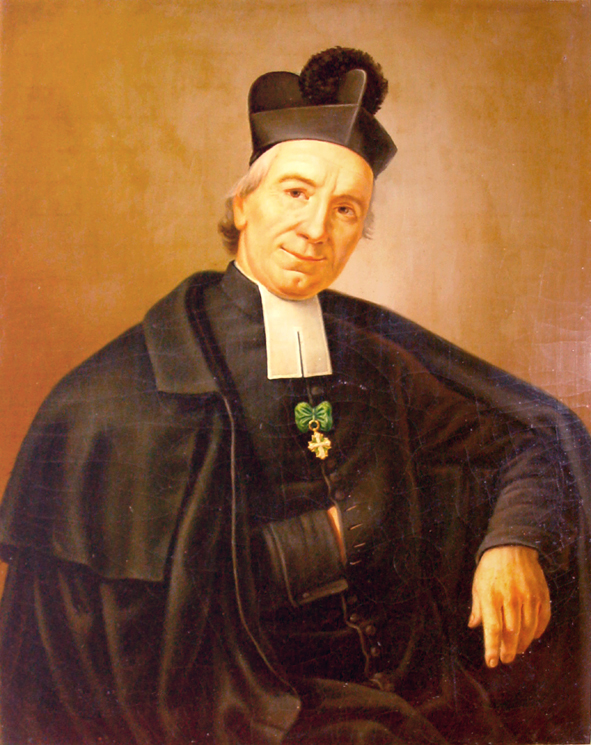
Thánh Giuse Bênêđictô Cottolengo đội mũ biretta màu đen dành cho linh mục, tranh vẽ giữa thế kỷ 19
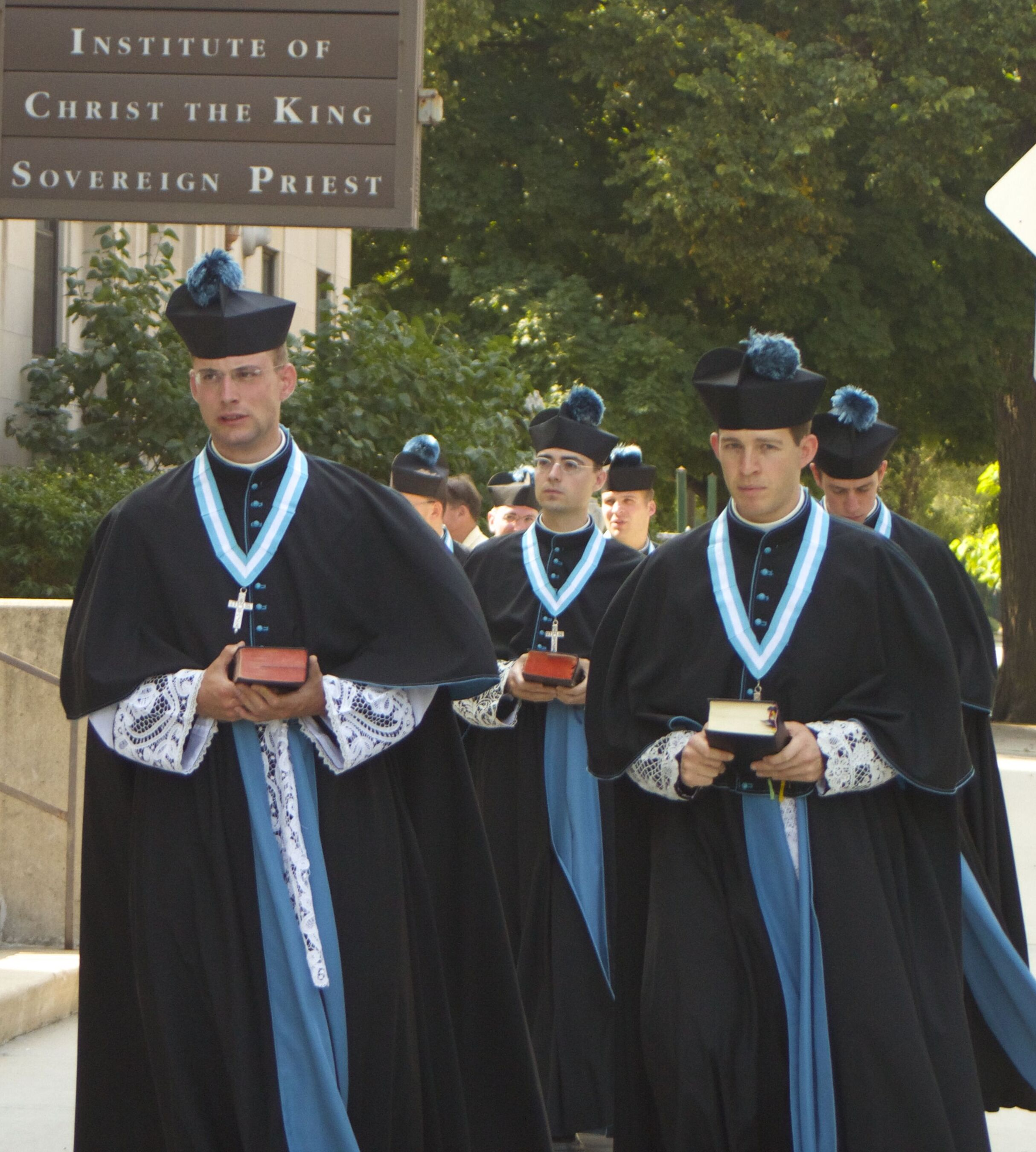
Các linh mục thuộc Tu hội Chúa Kitô Vua Linh mục Tối cao với mũ biretta đặc trưng